# Thalassoalaimus tenuis
Thalassoalaimus tenuis is een rondwormensoort uit de familie van de Oxystominidae. De wetenschappelijke naam van de soort is voor het eerst geldig gepubliceerd in 1935 door Allgén.